# Matelea violacea
Matelea violacea är en oleanderväxtart som beskrevs av R. E. Woodson. Matelea violacea ingår i släktet Matelea och familjen oleanderväxter. Inga underarter finns listade i Catalogue of Life.